# Кудьярово
Кудья́рово — деревня в Смоленской области России, в Сафоновском районе. Население — 4 жителя (2007 год) . Расположена в центральной части области в 3 км к востоку от города Сафонова, в 2 км южнее автодороги М1 «Беларусь», в 2 км восточнее автодороги Р137 Сафоново — Рославль, на левом берегу реки Вопец. В 3 км восточнее деревни железнодорожная станция Дурово на линии Москва — Минск. Входит в состав Барановского сельского поселения.

## История
В годы Великой Отечественной войны деревня была оккупирована гитлеровскими войсками в сентябре 1941 года, освобождена в 1943 году..